# Lucky Luke: La balada dels Dalton
Lucky Luke: La balada dels Dalton (títol original en francès, Lucky Luke : La Ballade des Dalton) és una pel·lícula d'animació francesa de 1978 escrita i dirigida per René Goscinny i Morris protagonitzada pel personatge de còmic Lucky Luke. La pel·lícula ha estat doblada al català per als cinemes l'any 1983, i també es va emetre a TV3 el 6 de gener de 1988. També ha estat doblada al valencià per Canal Nou l'1 de gener de 1993.

## Argument
L'oncle dels Dalton, Henry, va morir penjat, deixant als seus nebots tota la seva riquesa. Tanmateix, per obtenir l'herència, els Dalton reben instruccions de matar els membres del jurat i el jutge que el va condemnar. Per garantir que aquesta feina es faci bé, demana que siguin vigilats per Lucky Luke, l'únic home de confiança que ha conegut mai. Tanmateix, si els Dalton fracassen, tots els diners d'en Henry Dalton aniran a l'orfenat.
Després de fer una escapada explosiva i flanquejats pel Rantanplan, els Dalton capturen a Lucky Luke. Joe li promet una part de l'herència si accepta declarar en nom d'ells (però té previst matar-lo al final), cosa que Lucky Luke fingeix acceptar. Això, de fet, garanteix la supervivència de cadascun dels objectius alhora que persuadeix els Dalton del seu èxit.
Els jurats a matar són:
- Ming Li Foo - El bugader xinès
- Thadeus Collins - El director de presó
- Ploma de Serp - El bruixot indi
- Dr. Aldous Smith - El doctor
- Tom O'Connor - el buscador d'or
- Sam Game - El jugador penedit
- Bud Bugman - El conductor de locomotora
- Mathias Bones - L'enterramorts
- Jutge Groovy - El jutge

## Repartiment
La pel·lícula va ser doblada al català l'any 1983 per l'estudi Sonoblok, sota la direcció de Viçens Manel Domènech. Les traduccions les van fer Margarida Vergés i Ferrain Toutain, mentre que Jordi Sangenís n'era l'enginyer de so.
| Personatge                      | Veu original       | Veu catalana                                 | Veu valenciana |
| ------------------------------- | ------------------ | -------------------------------------------- | -------------- |
| Bill, cantant de la Balada      | Éric Kristy        | Jordi Vila                                   | –              |
| Lucky Luke                      | Daniel Ceccaldi    | Joan Pera                                    | Berna Llobell  |
| Jolly Jumper                    | René Goscinny      | Vicenç Manel Domènech                        | Enric Benavent |
| Joe Dalton                      | Pierre Trabaud     | Josep Maria Ullod                            | Edu Zamanillo  |
| William Dalton                  | Jacques Balutin    | Miquel Cors                                  | Toni Sales     |
| Jack Dalton                     | Gérard Hernandez   | Joaquim Díaz                                 | Enric Benavent |
| Averell Dalton                  | Pierre Tornade     | Jesús Ferrer                                 | Alfred Picó    |
| Ran Tan Plan                    | Bernard Haller     | Francisco Garriga                            | –              |
| Tobias Wills                    | Bernard Haller     | Claudi García                                | –              |
| Augustus Betting                | Jacques Legras     | Ricard Solans                                | –              |
| Ming Li Foo                     | Roger Carel        | Ramon Puig                                   | –              |
| Thadeus Collins                 | Jacques Fabbri     | Felipe Peña                                  | –              |
| Ploma de Serp                   | Michel Elias       | Isidre Sola                                  | –              |
| Dr. Aldous Smith                | Jean-Marc Thibault | Arseni Corsellas                             | –              |
| Tom O'Connor                    | Henri Virlogeux    | Manuel Lázaro                                | –              |
| Sam Game                        | Jacques Morel      | Eduard Lluís Muntada                         | –              |
| Bud Bugman                      | Jacques Deschamps  | Carles Sales (acreditat com "Enric Burdons") | –              |
| Mathias Bones                   | Roger Carel        | Albert Díaz                                  | –              |
| Jutge Groovy                    | Henri Poirier      | Pep Torrents                                 | –              |
| Pancho                          | Roger Lumont       | Joan Zanni                                   | –              |
| Carmen                          | Ada Lonati         | Glòria Roig                                  | –              |
| Miss Worthlesspenny             | Rosy Varte         | Marta Martorell                              | –              |
| L'impressor                     | Henri Labussière   | Vicenç Manel Domènech                        | –              |
| L'aprenent d'impressor          | Roger Carel        | Maifé Gil                                    | –              |
| Un guàrdia de la presó          | George Atlas       | Vicenç Manel Domènech                        | –              |
| El ferrer                       | Henri Poirier      | Vicenç Manel Domènech                        | –              |
| El sergent                      | –                  | Vicenç Manel Domènech                        | –              |
| El cowboy que evita el tren     | Xavier Deprez      | Vicenç Manel Domènech                        | –              |
| El doctor de Tumbleweed Springs | Lawrence Riesner   | Vicenç Manel Domènech                        | –              |

## Còmic
El 1978 es van publicar dues adaptacions diferents de la pel·lícula en forma de llibre en francès. La primera, adaptada per Guy Vidal, va ser en forma de text més que no pas de tira còmica, i anava acompanyada d'imatges de la pel·lícula. La segona va ser una adaptació d'una historieta d'un Pascal Dabère sense acreditar i va formar part del llibre La Ballade des Dalton et autres histoires.

## Curiositats
- Les escenes de la seqüència de somnis musicals dels Dalton ret homenatge a l'època daurada de les pel·lícules musicals i inclouen referències a pel·lícules com Cantant sota la pluja,[8] Nadal blanc,[9] Bathing Beauty, Ziegfeld Follies i l'intèrpret Busby Berkley.[1] La cançó Strangers in the Night de Frank Sinatra de 1966 també es va fer referència a la seqüència dels somnis.[cal citació]
- El 5 de novembre de 1977, René Goscinny va morir mentre la pel·lícula estava gairebé acabada. Només faltava l'escena on els Dalton ballen i canten Singin' in the Rain. El 4 de novembre de 1977, el dia abans de la seva mort, Goscinny va assistir a una sessió de treball als Studios Idéfix sobre el projecte cinematogràfic. Mentre examinava una sèrie de proves i dibuixos, va donar la seva opinió sobre aquest o aquell punt a revisar, per exemple, la barbeta d'Averell Dalton i la sella de Jolly Jumper. L'última sessió, que va ser gravada en àudio per als efectes del retoc previst, és l'últim testimoni gravat de la vida de Goscinny.[10] Per primera vegada, el públic va poder escoltar l'enregistrament complet durant l'exposició "Goscinny et le cinema" a la Cinémathèque Française el 2017-2018.
- Aquest és l'últim llargmetratge d'animació produït i desenvolupat per Studios Idéfix abans del seu tancament.